# 周進三
周進三（1900年9月—1994年12月），字亞屏，浙江嵊縣人，農業學者、教育工作者，曾歷任福建畜牧獸醫事務所所長、省政府參事、 農林部福建濱海墾區管理局局長等職。1945年11月來臺，奉命接收臺中農林專門學校擔任校長，改制為台灣省立農學院（現中興大學的前身）後轉任首任院長。

## 生平
周進三畢業於日本東京帝國大學農業部，為當時二戰之後，代表中華民國國民政府接管臺灣、擔任臺灣行政長官陳儀的妹夫。
1945年11月，周進三奉命來台，接收日治下的臺中農林專門學校，改校名為臺灣省立臺中農業專科學校，出任校長。1946年，學校改制為臺灣省立農學院，周進三直接轉任院長。
由於日籍教師多被遣送回國，周進三接收學校初期積極從中國其他各省延聘教師，如後來也曾擔任興大校長的貢穀紳即是如此被延攬來台。周進三在治校上，將過去日治時以研究為中心，改為教學及研究並重的制度。在其任內，增設植物病蟲害學系、農業經濟系，農學院從原本的三系擴增為五系。
戰後初期臺灣中等學校以上的學風自由、活潑，不時有學生發起學潮。1946年5月24日，周進三出差不在校內，由校長秘書林肇文代理，適逢臺中農業專科學校爆發學潮，學生要求肅清校紀，包含改變授課時間、不正編入生的再考試等卻遭林代理校長拒絕，加上身兼總務處主任的林肇文將公款以自己名義存入銀行，甚是引起學生不滿。一週後，林肇文自請辭職，學生於6月10日復課。
1947年，在228事件過程中，當時就讀農化系三年級的學生陳明忠曾掩護身為外省人的周進三，把院長跟幾名外省籍教授帶到宿舍，並請林淵源協助保護。在平亂之後的逮捕行動，陳明忠躲了一個月，後來周進三領著陳明忠面見第21師國民革命軍的新聞處長，擔保其免受通緝，陳明忠寫了自新聲明書後，才得以逃過一劫。
1948年6月，陳儀出任浙江省政府主席，陳儀特別電調周進三至杭州近郊黃龍洞，擔任農民學校師資訓練班的班導師。
即便陳儀後來被移送台灣判刑槍決，周進三則繼續留在浙江，1949年後曾任職於浙江省農業廳、糧食廳。也曾於食品公司任職。後來，到了杭州大觀山畜牧飼養試驗場擔任高級技師。
隨著1950年，中國國民黨革命委員會（簡稱民革）浙江省委員會成立，周進三擔任委員、顧問。

## 著作

### 翻譯
- 河西太一郎《農民問題研究》（1927，上海：民智書局）

| 教育職務        | 教育職務                                                 | 教育職務        |
| --------------- | -------------------------------------------------------- | --------------- |
| 國立中興大學    |                                                          |                 |
| 前任： 野田幸豬 | 臺灣省立臺中農業專科學校校長 1945年12月1日—1946年8月31日 | 繼任： 學校改制 |
| 前任： 轉任院長 | 臺灣省立農學院院長 1946年9月1日—1948年                   | 繼任： 李亮恭   |